# Marie Étienne de Barbot
Pour les articles homonymes, voir Barbot et Maison de Barbot.
Marie Étienne Barbot de Beaupuy, baron puis vicomte, né à Toulouse le 2 avril 1770 et mort dans la même ville le 17 février 1839, est un général français du Premier Empire et aristocrate.

## Biographie
Fils de Pierre Barbot, avocat au Parlement, lieutenant au Sénéchal et Présidial de Toulouse, qui a été capitoul en 1763 (fonctions qui lui conféraient la noblesse) et de la seconde femme de celui-ci, Antoinette de Chamouin.
Il fait de fortes études, en grande partie au célèbre collège de Sorèze où il est entré en 1781.
Sous-lieutenant puis capitaine de grenadiers dans la Garde nationale de Toulouse, capitaine du 4e bataillon de volontaires de la Haute-Garonne en septembre 1791 puis lieutenant-colonel en 1792. Il fait en 1792 la campagne de Savoie, puis en 1793, il assiste au siège de Toulon.
Il fait ensuite la campagne d'Espagne à l'armée des Pyrénées Orientales et prend part à l'affaire du Boulou, au siège du fort Saint-Elme, aux batailles de la montagne Noire (1794) et au siège de Roses. Les talents et la bravoure qu'il déploie lui valent le grade de chef de brigade en 1794.
De retour en France, le 20 juin 1795, lors de la paix avec l'Espagne, il se marie avec Elisabeth Aubian, fille de Joseph Aubian, avocat au Parlement, et de Jeanne Duclos de Laas. Ils ont cinq enfants : Adèle, née en 1796, mariée à M de Carrere ; Emile, né en 1797, chef d'escadron de cavalerie, marié à Mlle de Puthaux ; Théophile, né en 1799, procureur du roi, mainteneur des Jeux Floraux (créé le 3 mai 1324 à Toulouse), marié à Mlle d'Aldeguier, et dont une fille a épousé M. de Laparre de Saint-Sernin ; Nathalie, née en 1808, mariée à M. d'Aldeguier ; et Louise, née en 1816, mariée à M. de Chauliac.
Il devient chef d'état-major d'une subdivision à l'armée de l'Ouest en 1795, il sert quelque temps en Vendée. En août-septembre 1799, il "mate" la révolte des royalistes toulousains, menés par le Comte de Paolo, à la bataille de Montréjeau.
En 1804 il part pour les Antilles en qualité de chef d'état-major du général Lagrange, et se signale par la prise du Roseau, capitale de la Dominique et la prise de l'île Saint-Christophe en février 1805.
En 1807, Napoléon Ier, irrité contre la ville de Hersfeld, dont le peuple était accusé d'avoir assassiné un officier français, ordonne que trente des habitants soient fusillés, et charge Barbot de cette exécution. Celui-ci s'étant convaincu de l'innocence des habitants de Hersfeld, désobéit aux ordres de l'Empereur ; et pour mieux assurer le succès de sa désobéissance, il rédige son rapport comme si les trente victimes désignées avaient été exécutées.
Il sert en Espagne de 1808 à 1811. Il prend part aux affaires de Rio-Seco le 14 juillet 1808, de Burgos le 10 novembre 1808, de la Corogne le 16 janvier 1809, de Braga le 20 mars 1809, d'Oporto le 29 mars 1809, de Buçaco le 27 septembre 1810, de Sabugal le 3 avril 1811, d'Almeida le 16 mai 1811, à la suite desquelles il est promu au grade de général de brigade le 6 août 1811. Il participe à la bataille des Arapiles le 22 juillet 1812.
Il rentre en France avec le maréchal Soult, se trouve à tous les engagements qui ont lieu près des Pyrénées, et se signale aux batailles d'Orthez et de Toulouse.
Quand on apprend le débarquement de Napoléon au golfe Juan, il reçoit le commandement supérieur de Bordeaux. Barbot reste fidèle au serment qu'il a prêté au roi et après avoir coopéré aux efforts faits par la princesse la duchesse d'Angoulême et à la protection qui lui a accordé quand elle doit quitter Bordeaux, il se retire, pendant les Cent-Jours, dans ses foyers, à Verdun-sur-Garonne (entre Toulouse et Montauban).
À la rentrée du roi, il est nommé chef d'état-major à Toulouse en juillet 1815 et commande pendant quelques mois le département de l'Ariège. Il est élevé au grade de lieutenant-général le 3 juillet 1816 et trois mois après, il reçoit le commandement de la 10e division militaire à Toulouse, qu'il conservera jusqu'à l'avènement de Louis-Philippe en 1830, époque où il est mis à la retraite. Il peut ainsi se consacrer davantage à cette famille aimée dont il a été séparé pendant si longtemps.

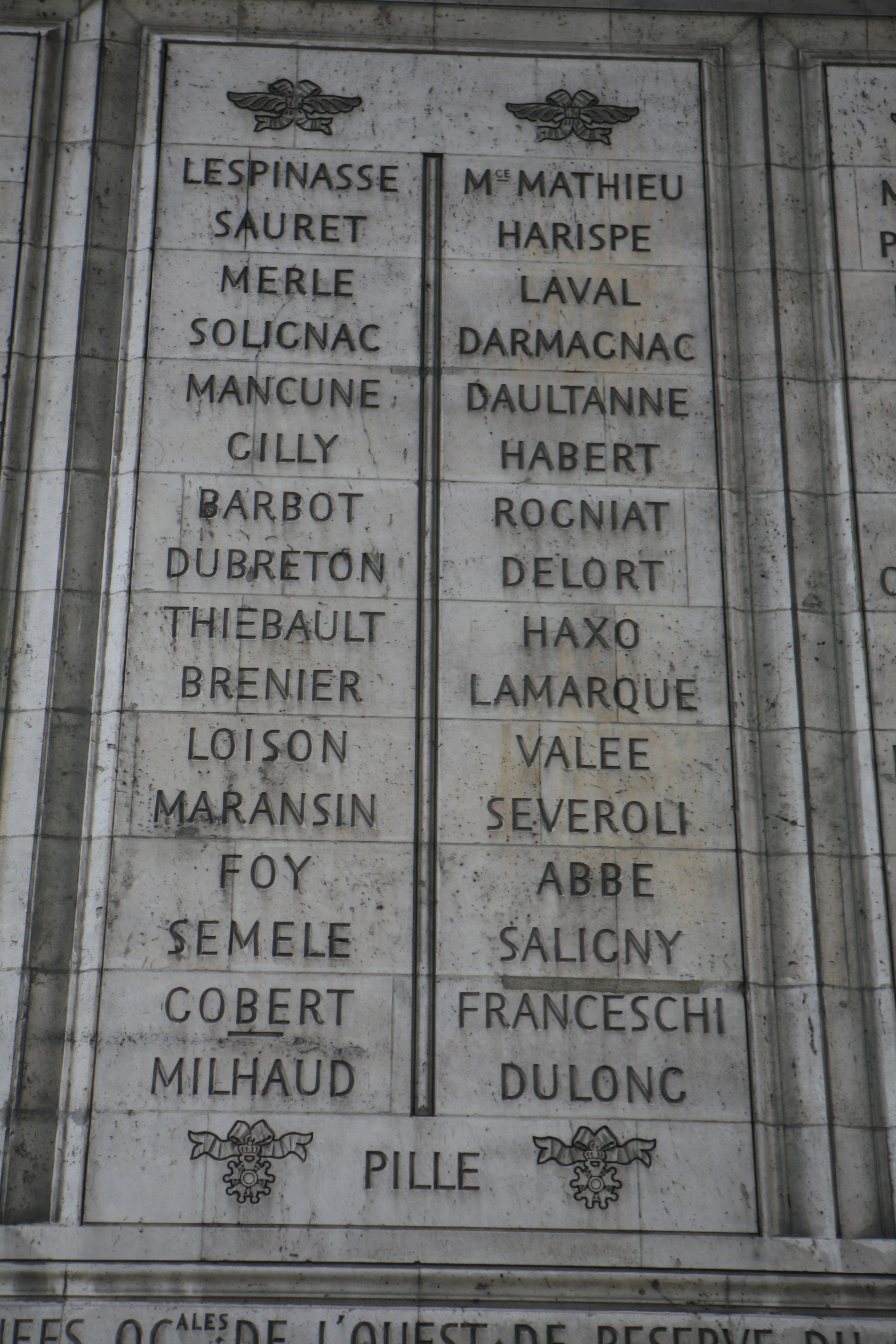
Noms gravés sous l'arc de triomphe de l'Étoile : pilier Ouest, 35e et.

En 1825, par lettres patentes du 24 octobre, le roi lui confère le titre de vicomte de Barbot. Il est fait chevalier de Saint-Louis et commandeur de la Légion d'honneur.
Admis à la retraite en 1835, il meurt à Toulouse le 16 février 1839.
Il est enterré au cimetière de Terre-Cabade, où l'on trouve son tombeau tout près du monument consacré aux défenseurs toulousains de Belfort. C'est un mausolée en marbre, dont les sculptures en haut relief sont dues au ciseau de Bernard Griffoul-Dorval. Elles représentent, sur la face antérieure, un génie casqué posant une couronne sur un canon entouré de branches de chêne et de laurier. Sur les faces latérales on voit, d'un côté, un trophée d'armes et de drapeaux avec les épaulettes et les décorations du général, et de l'autre un écusson portant ses armes : le barbeau avec les deux épées croisées.
Une rue lui est dédiée dans le quartier des Minimes à Toulouse : l'avenue du Général-Barbot.

## Titres
- Baron d'Empire : 22 novembre 1808
- Vicomte : 24 octobre 1825

## Décorations
- Commandeur de la Légion d'honneur (9 août 1815)
  - Officier le 14 juin 1804
  - Chevalier le 5 février 1804
- Chevalier de Saint-Louis (1814)

## Source partielle
- « Marie Étienne de Barbot », dans Charles Mullié, Biographie des célébrités militaires des armées de terre et de mer de 1789 à 1850, 1852 [détail de l’édition]